# Notothenia microlepidota
Notothenia microlepidota är en fiskart som beskrevs av Hutton, 1875. Notothenia microlepidota ingår i släktet Notothenia och familjen Nototheniidae. Inga underarter finns listade i Catalogue of Life.